# Бредовський похід
Бредовський похід — відступ білогвардійських частин генерал-лейтенанта Миколи Бредова і біженців з району Одеси територією України до Польщі на початку 1920 року.

## Історія

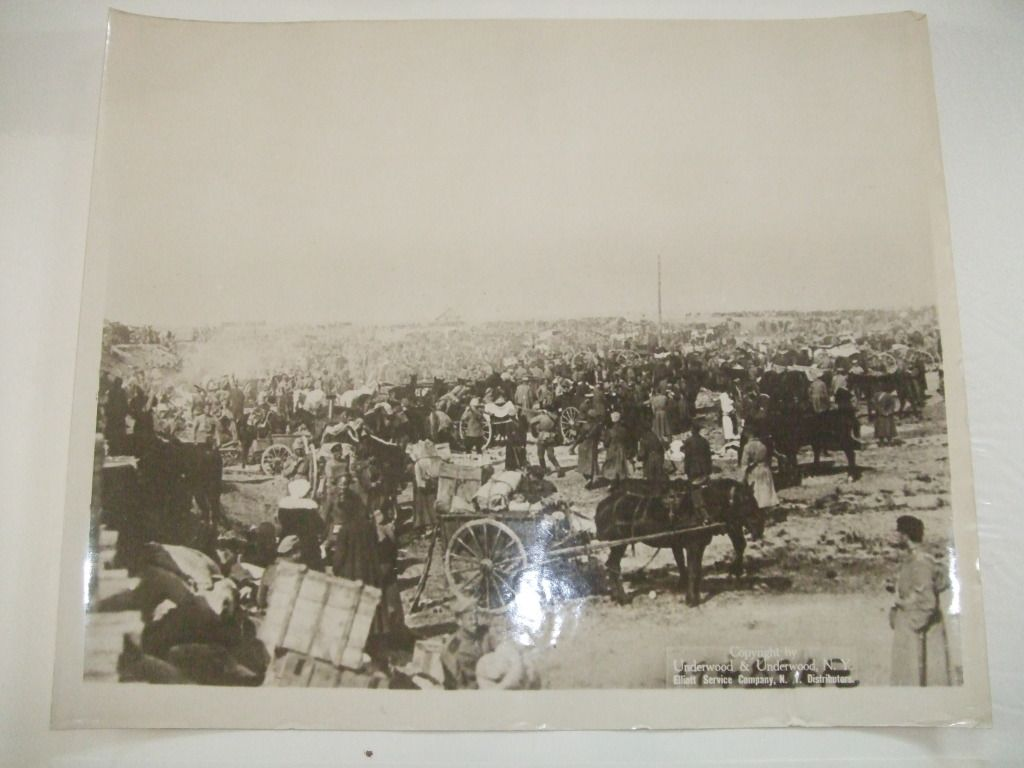
Частини загону генерал-лейтенанта Миколи Бредова і біженці в очікуванні евакуації в Румунію біля р. Дністер.

24 січня 1920 року директивою командувача Військами Новоросійської області генерал-лейтенанта Миколи Шиллінга всі білогвардійські війська правобережної України, крім гарнізону Одеси, були підпорядковані командувачеві однієї з груп військ області генерал-лейтенанту Миколі Бредову. Його головні сили зосереджувалися біля Тирасполя, села Маяки та міста Овідіополя, звідки повинні були перейти до Румунії. Там, з'єднавшись у Тулчі, вони мали чекати евакуації до Криму. Однак, внаслідок відмови Румунії пропустити російські війська, частини генерала Бредова у ніч на 30 січня почали рух трьома паралельними колонами на північ уздовж річки Дністер. На правому фланзі, складаючи бічній авангард, йшли кінні частини; в середині — піхотні дивізії, а зліва, безпосередньо вздовж Дністра — обози. Загін Бредова супроводжував обоз із 7 тисяч хворих та біженців.
Через 14 днів важкого походу частини Бредова вийшли 12 лютого 1920 року до містечка Нова Ушиця, де зустрілися з польськими військами. Деякий час вони займали самостійну ділянку фронту проти Червоної армії, а в березні були роззброєні і відправлені до Польщі, де розміщені в колишніх німецьких таборах для військовополонених — Пикуличі (пол. PikulicePikulice) під Перемишлем, Дембія (пол. Dąbie) під Краковом і в Стшалкові (пол. Strzałkowie). У серпні 1920 року вони були перекинуті до Криму.
На початку походу чисельність військ загону становила близько 23 тисяч солдат і офіцерів. До Криму повернулося близько 7 тисяч бредовців. Більшість загинула від епідемії тифу, в тому числі і в польських таборах. Дехто з учасників походу вирішили залишитися за кордоном. Крім того, деяку частину етнічних українців поляки перевербували до польської армії.
Для учасників походу був встановлений особливий знак: білий хрест на російській стрічці з опущеним донизу срібним мечем, по обидві сторони якого цифри «19» і «20» і написом на звороті «Вірні обов'язку» слов'янською в'яззю.

## З'єднання, які повністю або частково брали участь у Бредовському поході
- Окрема кавалерійська бригада
  - 2-й кінний полк (2-й Офіцерський генерала Дроздовського стрілецький полк)
  - 3-й кінний полк включав зведені у дивізіони:
    - Єлизаветградський 3-й гусарський полк
    - Сумський 1-й гусарський полк
    - Ризький 11-й драгунський полк

  - Зведено-Кавказький кавалерійський дивізіон
    - Тверський 16-й драгунський полк (два ескадрони)
    - Нижньогородський 17-й драгунський полк (два ескадрони)
    - Сіверський 18-й драгунський полк (два ескадрони)

Війська Київської області Збройних сил Півдня Росії
- 2-й армійський корпус (генерал Михайло Промтов)
  - 7-ма піхотна дивізія
    - Якутський 42-й піхотний полк
    - Зведений полк 15-ї піхотної дивізії
    - 7-ма артбригада

  - 5-та піхотна дивізія (генерал-майор Петро Оссовський)
    - Севастопольський 75-й піхотний полк
    - Кабардинський 80-й піхотний полк
    - 5-та артбригада

  - Зведено-гвардійська піхотна дивізія — 1000 чоловік (генерал Михайло Скалон)
    - Зведені полки 1-ї, 2-ї та 3-ї гвардійських піхотних дивізій
    - Зведений полк Гвардійської стрілецької дивізії

- Зведений Осетинський дивізіон полковника Джагинова
  - 3-й Осетинський кінний полк Осетинської кінної дивізії
  - 1-й Осетинський стрілецький батальйон Осетинської кінної дивізії

- 2-га Терська пластунська окрема бригада (полковник Володимир Бєлогорцев)

Війська Новоросійської області ЗСПР, що приєдналися до загону генерала Бредова
- 4-та піхотна дивізія (колишня Кримська) (т.в.о. полковник Борис Штейфон)
  - Білозерський 13-й піхотний полк
  - Олонецький 14-й піхотний полк
  - Ладозький 16-й піхотний полк
  - Сімферопольський офіцерський полк (полковник Гвоздаков)
  - дві батареї Зведеного артилерійського дивізіону
- Окрема козацька бригада 3-го армійського корпусу (генерал-майор Микола Скляров)
  - 42-й Донський козацький полк
  - 2-й Таманський козацький полк
  - 2-й Лабінський козацький полк
    - Кримський кінний полк (один ескадрон)
- 4-та стрілецька дивізія (генерал–майор Петро Непєнін) зі складу Полтавського загону Військ Новоросійської області
  - 13-й стрілецький полк
  - 16-й стрілецький полк